# Cincinnati Open 2024
Il Cincinnati Open 2024 è stato un torneo di tennis giocato sul cemento. È stata la 123ª edizione del torneo maschile e la 93ª di quello femminile, facente parte della categoria ATP Tour Masters 1000 nell'ambito dell'ATP Tour 2024, e della categoria WTA 1000 nell'ambito del WTA Tour 2024. Sia il torneo maschile che quello femminile si sono disputati al Lindner Family Tennis Center di Mason, vicino a Cincinnati, negli Stati Uniti, dal 12 al 19 agosto 2024.

## Partecipanti ATP

### Teste di serie
| Nazionalità | Giocatore          | Ranking* | Testa di serie |
| ----------- | ------------------ | -------- | -------------- |
| Italia      | Jannik Sinner      | 1        | 1              |
| Spagna      | Carlos Alcaraz     | 3        | 2              |
| Germania    | Alexander Zverev   | 4        | 3              |
|             | Daniil Medvedev    | 5        | 4              |
| Polonia     | Hubert Hurkacz     | 7        | 5              |
|             | Andrej Rublëv      | 6        | 6              |
| Norvegia    | Casper Ruud        | 8        | 7              |
| Bulgaria    | Grigor Dimitrov    | 9        | 8              |
| Grecia      | Stefanos Tsitsipas | 11       | 9              |
| Stati Uniti | Tommy Paul         | 13       | 10             |
| Stati Uniti | Taylor Fritz       | 12       | 11             |
| Stati Uniti | Ben Shelton        | 14       | 12             |
| Francia     | Ugo Humbert        | 17       | 13             |
| Italia      | Lorenzo Musetti    | 18       | 14             |
| Danimarca   | Holger Rune        | 16       | 15             |
| Stati Uniti | Sebastian Korda    | 15       | 16             |

* Ranking al 12 agosto 2024.

### Altri partecipanti
I seguenti giocatori hanno ricevuto una wildcard per il tabellone principale:
- Matteo Berrettini
- Brandon Nakashima
- Reilly Opelka
- Max Purcell

Il seguente giocatore è entrato in tabellone con il ranking protetto:
- Pablo Carreño Busta

I seguenti giocatori sono passati dalle qualificazioni:

- Nuno Borges
- Aleksandar Kovacevic
- Yoshihito Nishioka
- Brandon Holt
- Alex Michelsen
- Jaume Munar
- Corentin Moutet

### Ritiri
Prima del torneo
- Aleksandr Bublik → sostituito da  Fábián Marozsán
- Alex de Minaur → sostituito da  Marcos Giron
- Novak Đoković → sostituito da  Giovanni Mpetshi Perricard
- Cameron Norrie → sostituito da  Miomir Kecmanović

## Partecipanti ATP doppio

### Teste di serie
| Nazione     | Giocatore         | Nazione     | Giocatore              | Ranking* | Testa di serie |
| ----------- | ----------------- | ----------- | ---------------------- | -------- | -------------- |
| Spagna      | Marcel Granollers | Argentina   | Horacio Zeballos       | 2        | 1              |
| India       | Rohan Bopanna     | Australia   | Matthew Ebden          | 7        | 2              |
| Stati Uniti | Rajeev Ram        | Regno Unito | Joe Salisbury          | 11       | 3              |
| El Salvador | Marcelo Arévalo   | Croazia     | Mate Pavić             | 15       | 4              |
| Italia      | Simone Bolelli    | Italia      | Andrea Vavassori       | 19       | 5              |
| Messico     | Santiago González | Francia     | Édouard Roger-Vasselin | 26       | 6              |
| Finlandia   | Harri Heliövaara  | Regno Unito | Henry Patten           | 27       | 7              |
| Australia   | Max Purcell       | Australia   | Jordan Thompson        | 37       | 8              |

* Ranking al 5 agosto 2024.

### Altri partecipanti
Le seguenti coppie di giocatori hanno ricevuto una wildcard per il tabellone principale:
- Robert Cash /  James Tracy
- Mackenzie McDonald /  Alex Michelsen
- Brandon Nakashima /  William Woodall

Le seguenti coppie di giocatori sono entrate in tabellone come alternate:
- Julian Cash /  Robert Galloway
- Sadio Doumbia /  Adrian Mannarino

### Ritiri
Prima del torneo
- Sadio Doumbia /  Fabien Reboul → sostituiti da  Francisco Cerúndolo /  Tomás Martín Etcheverry
- Sebastian Korda /  Ben Shelton → sostituiti da  Julian Cash /  Robert Galloway
- Jiří Lehečka /  Casper Ruud → sostituiti da  Sadio Doumbia /  Adrian Mannarino

## Partecipanti WTA

### Teste di serie
| Nazionalità | Giocatore           | Ranking* | Testa di serie |
| ----------- | ------------------- | -------- | -------------- |
| Polonia     | Iga Świątek         | 1        | 1              |
| Stati Uniti | Coco Gauff          | 2        | 2              |
|             | Aryna Sabalenka     | 3        | 3              |
| Kazakistan  | Elena Rybakina      | 4        | 4              |
| Italia      | Jasmine Paolini     | 5        | 5              |
| Stati Uniti | Jessica Pegula      | 6        | 6              |
| Cina        | Zheng Qinwen        | 7        | 7              |
| Lettonia    | Jeļena Ostapenko    | 11       | 8              |
|             | Dar'ja Kasatkina    | 12       | 9              |
|             | Ljudmila Samsonova  | 17       | 10             |
| Stati Uniti | Emma Navarro        | 13       | 11             |
| Tunisia     | Ons Jabeur          | 16       | 12             |
|             | Anna Kalinskaja     | 15       | 13             |
|             | Viktoryja Azaranka  | 19       | 14             |
| Ucraina     | Marta Kostjuk       | 21       | 15             |
| Croazia     | Donna Vekić         | 22       | 16             |
| Brasile     | Beatriz Haddad Maia | 23       | 17             |

* Ranking al 12 agosto 2024.

### Altre partecipanti
Le seguenti giocatrici hanno ricevuto una wildcard per il tabellone principale:
- Bianca Andreescu
- Caroline Dolehide
- Peyton Stearns
- Caroline Wozniacki

Le seguenti giocatrici sono entrate nel tabellone con il ranking protetto:
- Paula Badosa
- Ajla Tomljanović
- Zhang Shuai

La seguente giocatrice è entrata nel tabellone utilizzando lo special exempt:
- Amanda Anisimova

Le seguenti giocatrici sono passate dalle qualificazioni:

- Harriet Dart
- Magdalena Fręch
- Varvara Gracheva
- Ashlyn Krueger
- Robin Montgomery
- Lulu Sun
- Taylor Townsend
- Wang Yafan

Le seguenti giocatrici sono entrate in tabellone come lucky loser:
- Èlina Avanesyan
- Jéssica Bouzas Maneiro
- Lucia Bronzetti

### Ritiri
Prima del torneo
- Amanda Anisimova → sostituita da  Lucia Bronzetti
- Viktoryja Azaranka → sostituita da  Jéssica Bouzas Maneiro
- Sorana Cîrstea → sostituita da  Clara Burel
- Danielle Collins → sostituita da  Magda Linette
- Caroline Garcia → sostituita da  Anhelina Kalinina
- Ons Jabeur → sostituita da  Èlina Avanesyan
- Madison Keys → sostituita da  Zhang Shuai
- Barbora Krejčíková → sostituita da  Marie Bouzková
- Veronika Kudermetova → sostituita da  Elisabetta Cocciaretto
- Maria Sakkari → sostituita da  Karolína Plíšková
- Markéta Vondroušová → sostituita da  Viktorija Tomova

## Partecipanti WTA doppio

### Teste di serie
| Nazione       | Giocatore          | Nazione       | Giocatore             | Ranking* | Testa di serie |
| ------------- | ------------------ | ------------- | --------------------- | -------- | -------------- |
| Rep. Ceca     | Kateřina Siniaková | Stati Uniti   | Taylor Townsend       | 9        | 1              |
| Taipei cinese | Hsieh Su-wei       | Belgio        | Elise Mertens         | 9        | 2              |
| Stati Uniti   | Asia Muhammad      | Nuova Zelanda | Erin Routliffe        | 27       | 3              |
| Italia        | Sara Errani        | Italia        | Jasmine Paolini       | 31       | 4              |
| Ucraina       | Ljudmyla Kičenok   | Lettonia      | Jeļena Ostapenko      | 31       | 5              |
| Stati Uniti   | Caroline Dolehide  | Stati Uniti   | Desirae Krawczyk      | 32       | 6              |
| Paesi Bassi   | Demi Schuurs       | Brasile       | Luisa Stefani         | 40       | 7              |
| Stati Uniti   | Sofia Kenin        | Stati Uniti   | Bethanie Mattek-Sands | 61       | 8              |

* Ranking del 5 agosto 2024.

### Altre partecipanti
Le seguenti coppie hanno ricevuto una wildcard per il tabellone principale:
- Lauren Davis /  Robin Montgomery
- Magda Linette /  Peyton Stearns

Le seguenti coppie di giocatrici sono entrate in tabellone come alternate:
- Moyuka Uchijima /  Wang Yafan
- Wang Xiyu /  Yuan Yue

### Ritiri
Prima del torneo
- Ulrikke Eikeri /  Ashlyn Krueger → sostituiti da  Moyuka Uchijima /  Wang Yafan
- Lulu Sun /  Ajla Tomljanović → sostituiti da  Wang Xiyu /  Yuan Yue

## Punti
| Torneo              | V    | F   | SF  | QF  | 3T   | 2T   | 1T | Q    | Q2   | Q1   |
| Singolare maschile  | 1000 | 650 | 400 | 200 | 100  | 50*  | 10 | 30   | 16   | 0    |
| Doppio maschile     | 1000 | 600 | 360 | 180 | N.D. | 90*  | 0  | N.D. | N.D. | N.D. |
| Singolare femminile | 1000 | 650 | 390 | 215 | 120  | 65*  | 10 | 30   | 20   | 2    |
| Doppio femminile    | 1000 | 650 | 390 | 215 | N.D. | 120* | 10 | N.D. | N.D. | N.D. |

* I giocatori con un bye ricevono i punti del primo turno.

## Montepremi
| Torneo              | V           | F         | SF        | QF        | 3T       | 2T       | 1T       | Q2       | Q1      |
| Singolare maschile  | 1 049 460 $ | 573 090 $ | 313 395 $ | 170 940 $ | 91 435 $ | 49 030 $ | 27 165 $ | 13 915 $ | 7 290 $ |
| Singolare femminile | 523 485 $   | 308 320 $ | 158 944 $ | 72 965 $  | 36 454 $ | 20 650 $ | 14 800 $ | 8 800 $  | 4 610 $ |
| Doppio maschile*    | 322 000 $   | 174 920 $ | 96 090 $  | 53 010 $  | N.D.     | 29 140 $ | 15 910 $ | N.D.     | N.D.    |
| Doppio femminile*   | 154 160 $   | 86 710 $  | 46 570 $  | 24 090 $  | N.D.     | 13 650 $ | 9 100 $  | N.D.     | N.D.    |

*per team

## Campioni

### Singolare maschile
Jannik Sinner ha sconfitto in finale  Frances Tiafoe con il punteggio di 7-6(4), 6-2.
- È il quindicesimo titolo in carriera per Sinner, il quinto in stagione.

### Singolare femminile
Aryna Sabalenka ha sconfitto in finale  Jessica Pegula con il punteggio di 6-3, 7-5.
- È il quindicesimo titolo in carriera per Sabalenka, il secondo in stagione.

### Doppio maschile
Marcelo Arévalo /  Mate Pavić hanno sconfitto in finale  Mackenzie McDonald /  Alex Michelsen con il punteggio di 6-2, 6-4.

### Doppio femminile
Asia Muhammad /  Erin Routliffe hanno sconfitto in finale  Leylah Fernandez /  Julija Putinceva con il punteggio di 3-6, 6-1, [10-4].